# Glomera sororia
Glomera sororia är en orkidéart som beskrevs av Johannes Jacobus Smith. Glomera sororia ingår i släktet Glomera och familjen orkidéer.
Artens utbredningsområde är Sulawesi. Inga underarter finns listade i Catalogue of Life.